# Тамарикс безлистий
Тамарикс безлистий (Tamarix aphylla) — вид рослин роду тамарикс (Tamarix).

## Назва
Біномінальну назву рослина отримала від Карла Ліннея з греки — 'a' «без», and 'phyllon' «листя».

## Будова
Вічнозелене листяне дерево до 15 м з густою «плакучою» кроною. Стовбур короткий, укритий сірою зморшкуватою корою, може мати 60-80 см в діаметрі. Ззовні схожий на кипарис завдяки маленькому лускатому листю, що щільно прилягає до голкоподібних гілок. Листочки розміщені на гілочках по спіралі. Тамариск квіткова рослина, що утворює волоті дрібних білих та рожевих квіток з 5-ма пелюстками. Восени на гілках дозріває насіння, вкрите шовковистим пухом.

## Поширення та середовище існування
Росте у Північно-Східній Африці, Західній Азії, Ірані. Зустрічається на берегах і руслах пересихаючих річок у посушливих регіонах, переважно на піщаних або мулистих ґрунтах. У південно-західну частину США та Центральну Австралію тамарикс безлистий був занесений людьми і тепер розрісся як бур'ян на берегах річок, витісняючи місцеві види.

## Практичне використання
Декоративне квіткове дерево.
Жителі пустелі використовують деревину тамарикса як паливо.
В Ірані використовується для укріплення піщаних дюн.

## Цікаві факти
Тамарикс безлистий — найбільший представник роду тамарикс. Решта його представників — низькі чагарники та дерева.

## Галерея

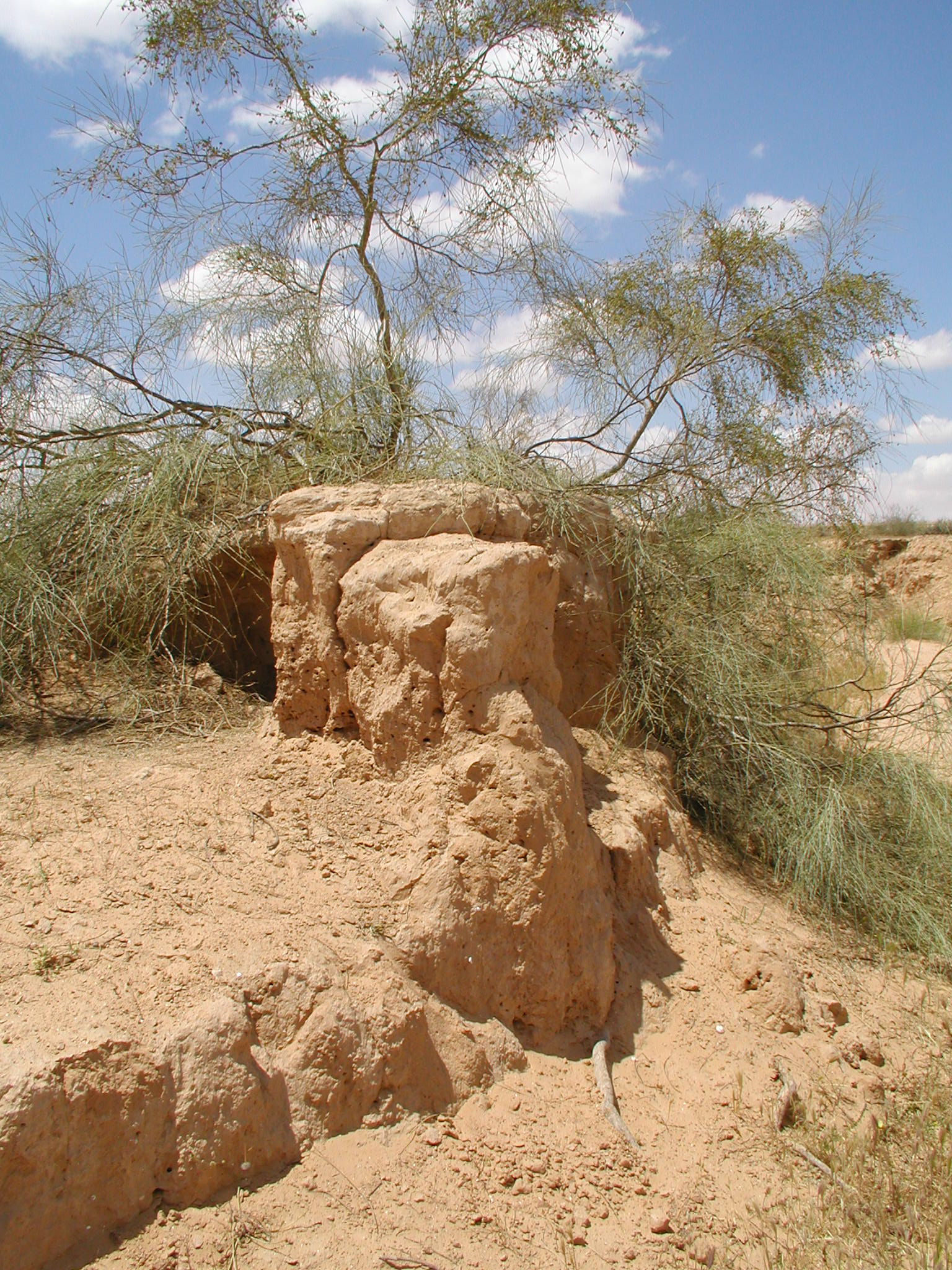
Дерево в Ізраїлі
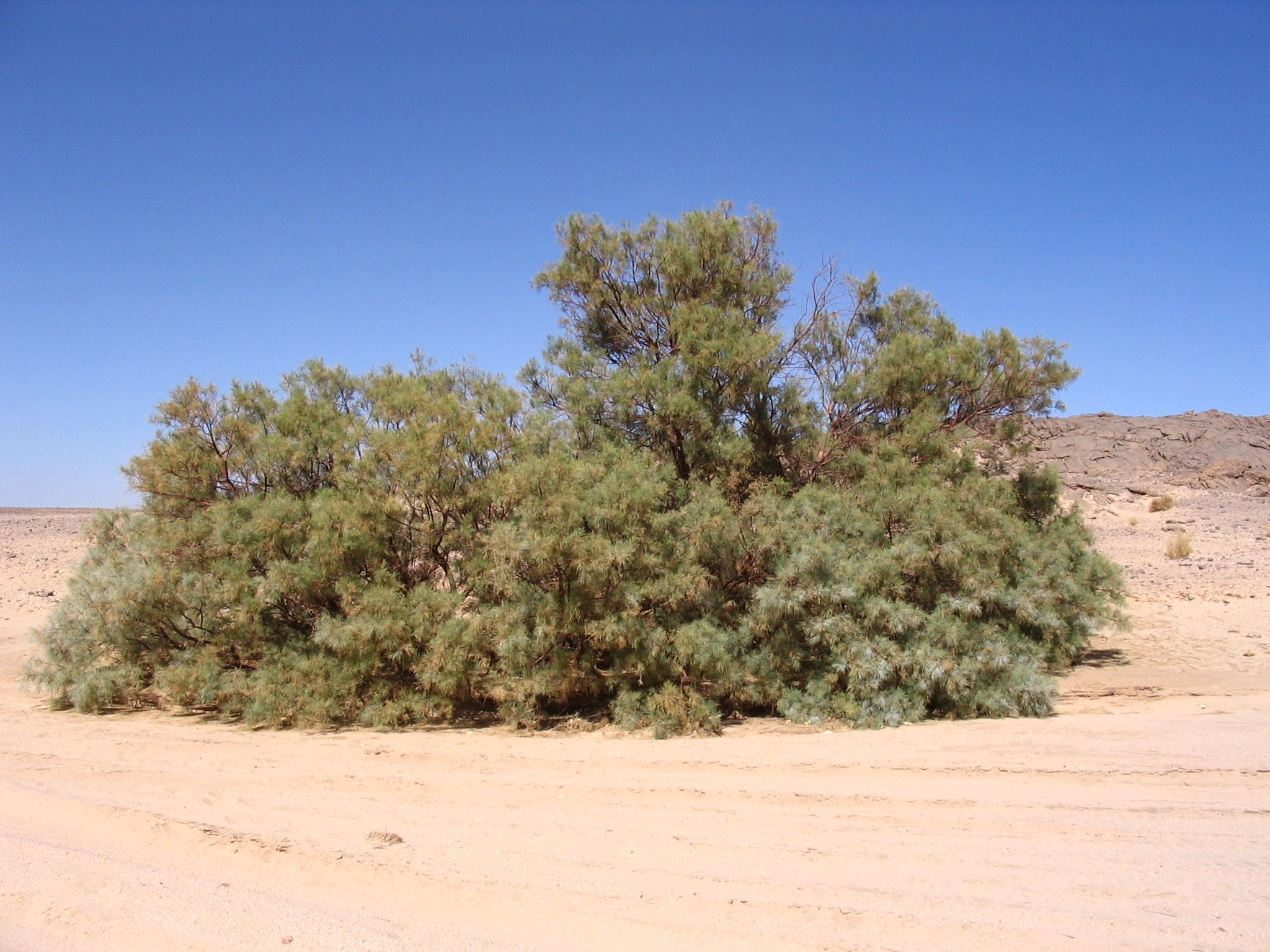
Дерево в пустелі
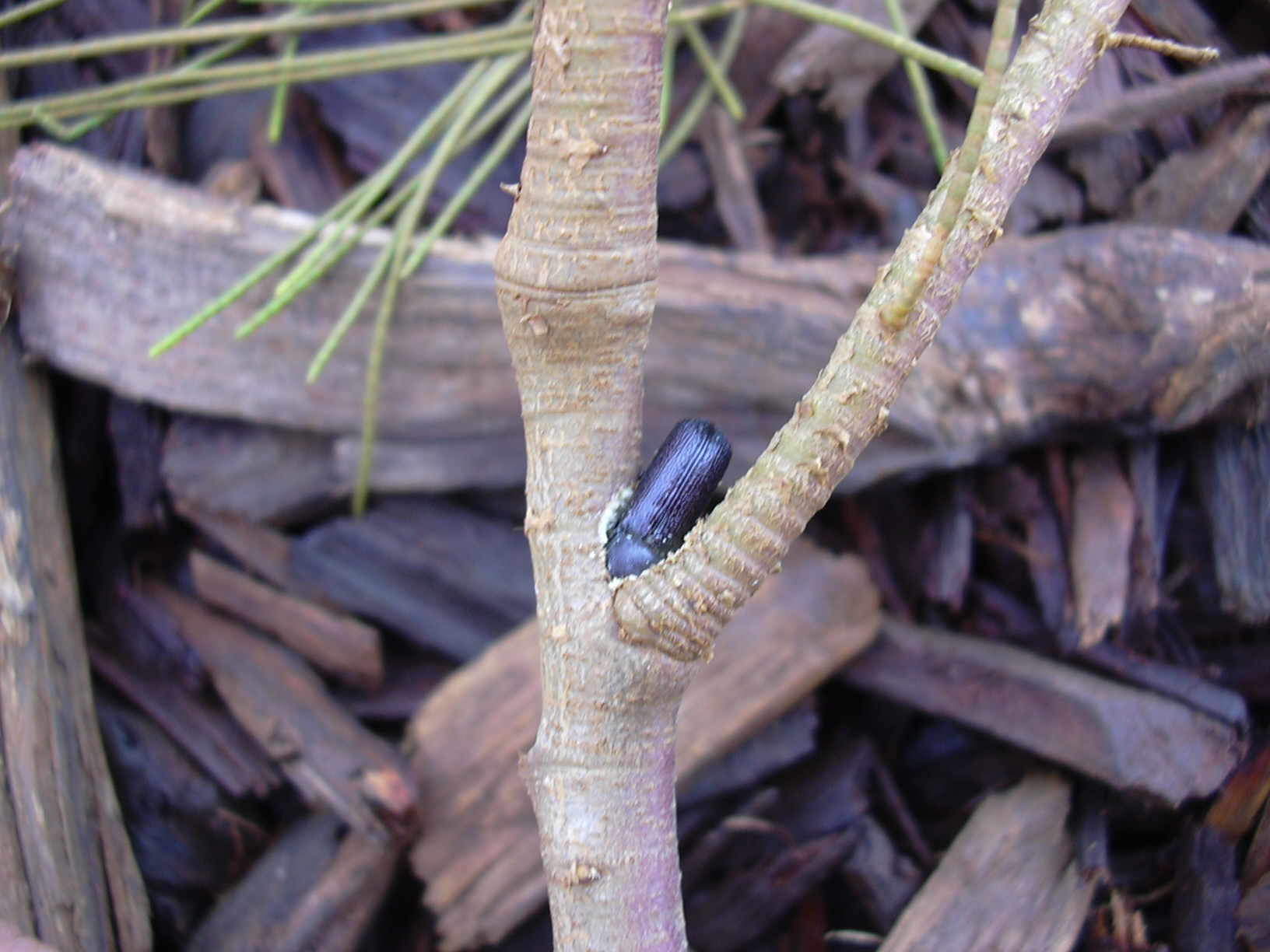
Гілка дерева з жуком
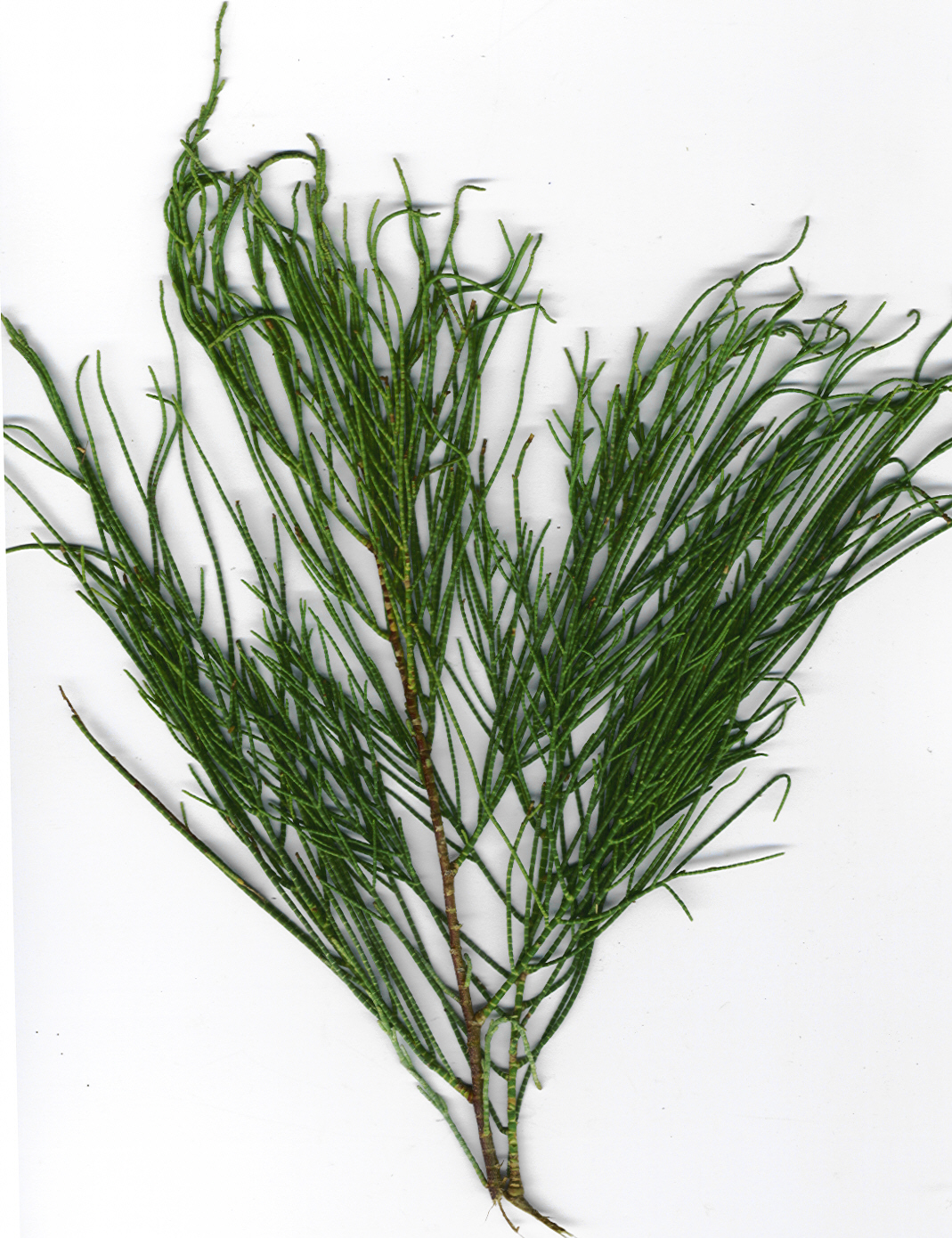
Зелена гілка
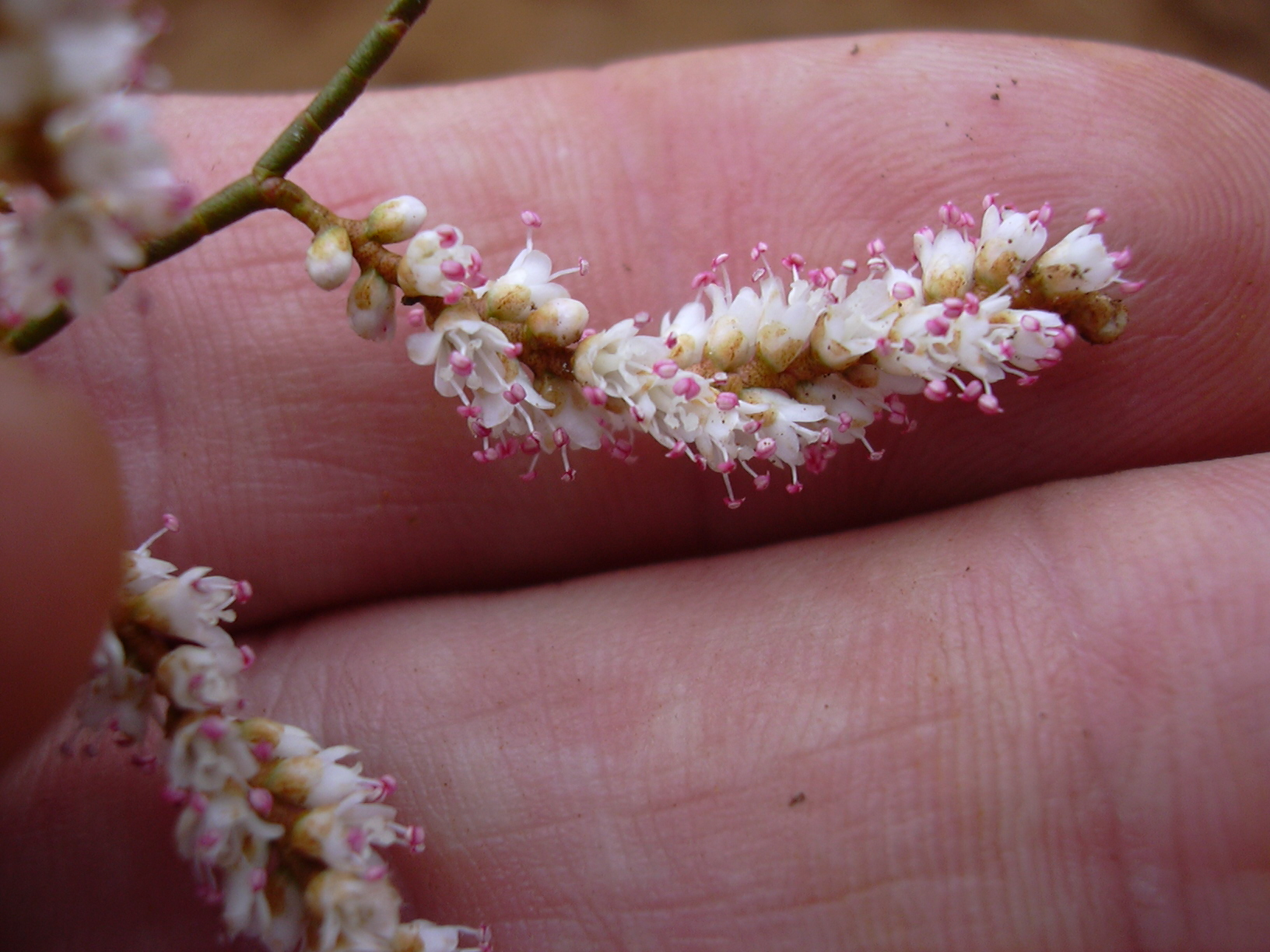
Квіти
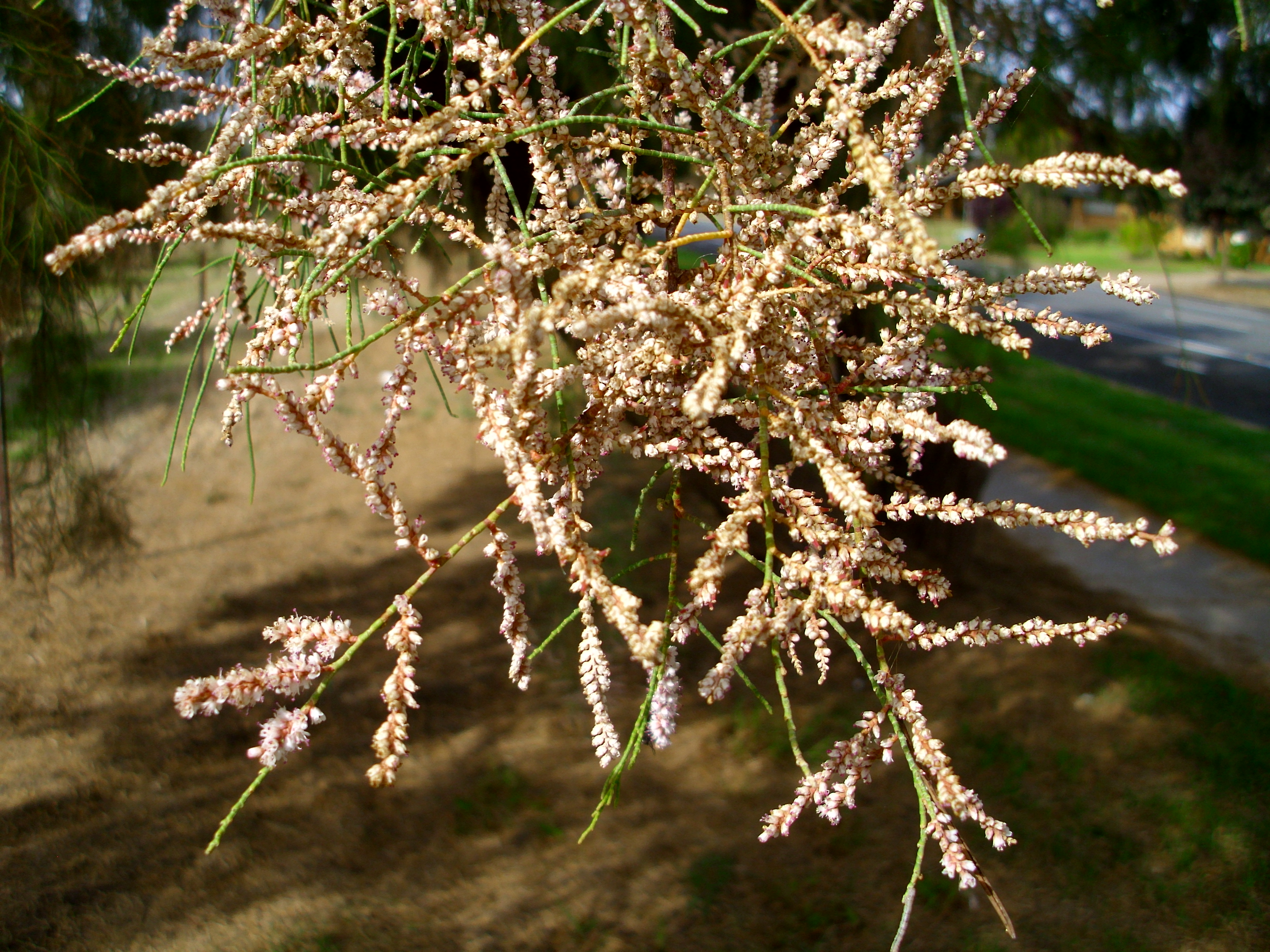
Волоті з квітами